# De verzoeking van de heilige Antonius (Jan Mandijn)
De verzoeking van de heilige Antonius is een schilderij van de Zuid-Nederlandse schilder Jan Mandijn in het Frans Hals Museum in Haarlem.

## Voorstelling
Het stelt de heilige Antonius van Egypte voor. Deze heilige trok zich, volgens de legende van Athanasius van Alexandrië, terug in de woestijn om zich te bezinnen. Daar werd hij op de proef gesteld door allerlei demonen en monsters. De heilige is in gebed afgebeeld terwijl een stoet demonen op hem afkomt. Zijn symbool, het varken, wordt door een monster met een speer achternagezeten. Linksboven is te zien hoe de heilige onverschrokken in gebed blijft terwijl hij door enkele demonen door de lucht wordt geslingerd.
Het schilderij is het enige gesigneerde werk van Mandijn. Mandijn liet zich duidelijk inspireren door Jheronimus Bosch. De vorm van de ruïne, de optocht van demonen, de brandende gebouwen op de achtergrond en de heilige die door de lucht wordt geslingerd, komen ook voor op Bosch' Antonius-drieluik. Deze onderdelen zijn echter door Mandijn bewust gewijzigd. Zo gaan de monsters van Mandijn wel terug op die van Bosch, maar heeft hij ze niet domweg herhaald.

## Herkomst
In 1912 wordt het werk voor het eerst gesignaleerd bij Galerie Corsini in Florence. Dit wordt bevestigd door aantekeningen van kunsthistoricus Max Friedländer. In 1923 wordt het werk voor het eerst gesignaleerd in het Frans Hals Museum.